# Resecentrum

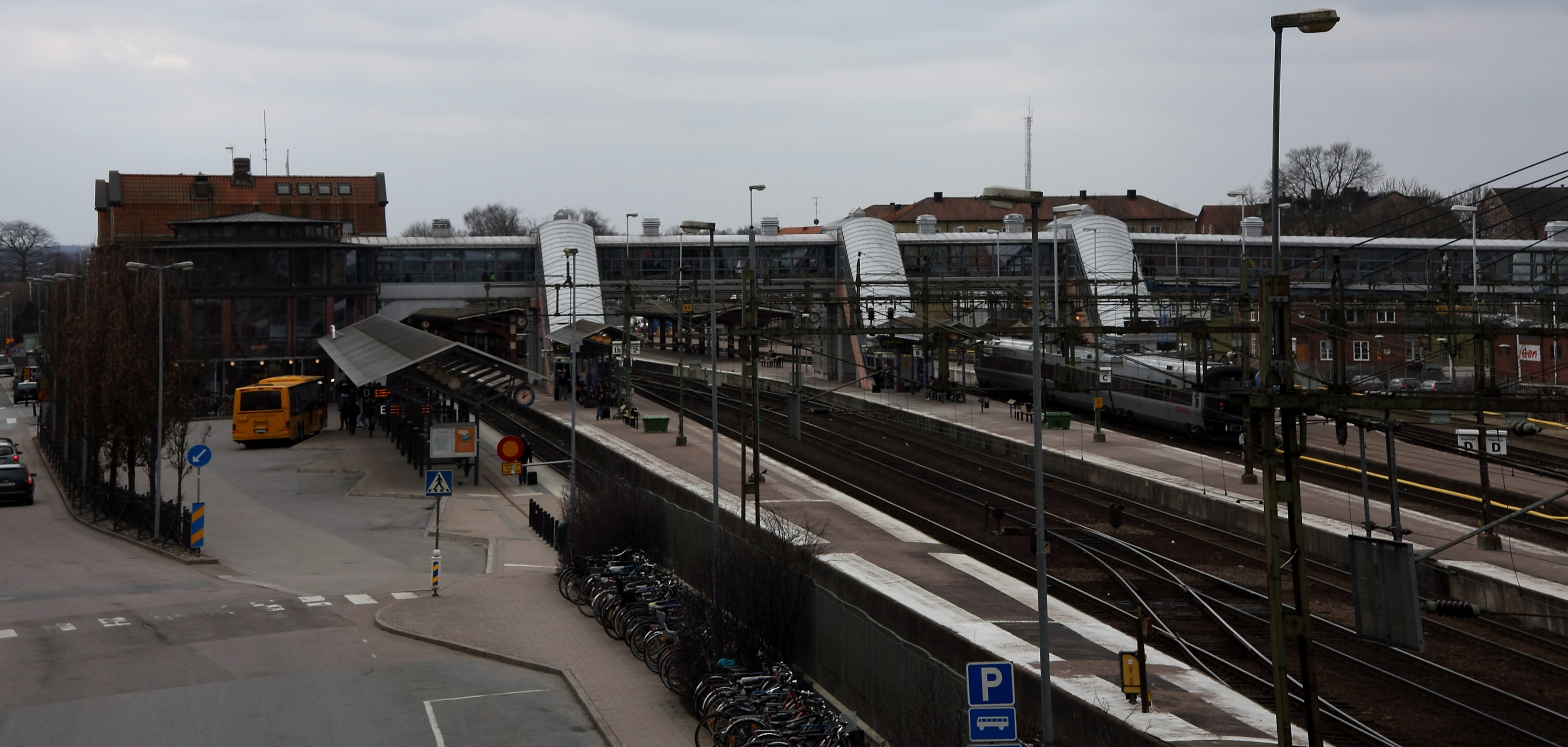
Hässleholms rececentrum.

Resecentrum är i Sverige ett begrepp som används om noder inom kollektivtrafiken, vanligen järnvägsstationer som är bytes- eller knutpunkter och som erbjuder ett "utökat serviceutbud utöver resan".
Begreppet används både som egennamn och funktionsbegrepp för tåg, buss, taxi och bilparkering och sker i samarbete mellan tågoperatörer, fastighetsägare, länstrafikföretag och kommuner. Syftet med resecentrum är att underlätta passagerares övergångar mellan olika trafikslag. I fallet Gotland används det inte som en platsbenämning utan som en funktion för all inkommande flyg- och färjetrafik och åtgärder syftande till förbättrade vidare flöden på ön.
Ett resecentrum brukar innehålla järnvägsstation och busstation för fjärr- och lokalbussar, och ligger ofta något i utkanten av centrum. Knutpunkten för lokalbussar kan ligga på annan plats, vid stadens centrala torg. Under 1800-talet lades järnvägsstationer i utkanten av dåtidens stad för att slippa riva byggnader. Många exempel finns, såsom Borås, Eskilstuna, Halmstad, Mora och Trollhättan. Efter 1990 har några nya resecentrum byggts i utkanten av nutidens stad, såsom i Södertälje, Falkenberg och Laholm.

## Resecentrum i urval
Plaster vilka benämns som resecentrum

- Borås resecentrum
- Kalix resecentrum
- Sandviken resecentrum
- Söderhamns resecentrum
- Örebro resecentrum